# Malattia di Keshan
La malattia di Keshan è una rara forma di cardiomiopatia che colpisce prevalentemente donne e bambini e causata soprattutto dalla mancanza cronica di selenio nella dieta. È stata descritta per la prima volta in Cina.
La forma acuta è caratterizzata dall'insorgenza di scompenso cardiaco.
È in realtà possibile che la sola mancanza di selenio non sia l'unico fattore scatenante la malattia, è stato infatti ipotizzato anche che la malattia sia evocata da infezioni virali e da deficienze nutrizionali di altri nutrienti e micronutrienti.
È dovuta anche a forte emotività, stress.